# Bottoms Up
Bottoms Up es una comedia romántica dirigida por Erik MacArthur y protagonizada por Jason Mewes y Paris Hilton. El director fue, así mismo, coguionista de la película.

## Trama
Owen Peadman (Mewes) es un camarero de Minnesota que llega a Los Ángeles para tratar de ayudar a su padre a recaudar dinero para salvar su pequeño restaurante. Owen se muda con su tío gay Earl (David Keith), y trata de integrarse en la alta sociedad de Hollywood, donde tiene una chance de encuentro con la adinerada Lisa Mancini (Hilton) y su novio actor Hayden Field (Brian Hallisay). Owen, utilizando un poco de influencia y chantaje, obtiene una muestra de los estilos de vida escandalosos mientras trata con sus sentimientos románticos por Lisa.

## Elenco
- Jason Mewes − Owen Peadman
- David Keith − Tío Earl Peadman
- Paris Hilton − Lisa Mancini
- Brian Hallisay − Hayden Field
- Jon Abrahams − Jimmy DeSnappio
- Phil Morris − Pip Wingo
- Nicholle Tom − Penny Dhue
- Raymond O'Connor − Frank Peadman
- Desmond Harrington − Rusty #1
- Kevin Smith − Rusty #2
- Nic Nac − Nick
- Lindsay Gareth − Dorothy
- Tim Thomerson − A.J. Mancini
- Dominic Daniel − Boots
- Benjamin Anderson − Erik
- Johnny Messner − Conductor de Limusina

## Producción
Aunque el cabello de Hilton es rubio en el póster de la película, en la película utiliza una peluca morena.
El amigo cercano y director de Mewes, Kevin Smith hace una aparición recurrente en la película como el mejor amigo de Mewes en su ciudad natal.
La película fue publicada directamente en DVD el 12 de septiembre de 2006.